# 도밍고 페데리코
도밍고 페데리코(Domingo Serafín Federico, 1916년 6월 4일 ~ 2000년 4월 16일)는 아르헨티나의 반도네온 주자, 송라이터, 배우이다. 또, 지휘자, 작곡가이기도 하다.
부에노스아이레스에서 태어나 처음에는 바이올린을 배우고 후에 반도네온으로 전향하였다. 1930년에 탱고계로 데뷔, 이윽고 거장 미겔 칼로의 악단에 참가하여 실력을 닦았다. 1943년에는 독립하여 자기 악단을 조직, 1957년에는 악단을 해산하였다.  작품으로는 <사르도스>, <알 콤파스 델 코라손> 등이 알려져 있다.